# Jill Kelly
Jill Kelly (Pomona, California; 1 de febrero de 1971) es una actriz, realizadora y productora de películas pornográficas estadounidense. Ha participado en más de 600 películas. Fundó su propia productora bajo el nombre de Jill Kelly Productions.

## Biografía

### Inicios
Con sólo 15 años empieza a trabajar como estríper mintiendo sobre su edad real. Más adelante, y ya con la edad legal se muda a San Francisco para trabajar en el O'Farrell Theatre donde comparte escenario con Tiffany Million. En 1993 ambas deciden viajar a Las Vegas para asistir a la entrega de los Premios AVN de ese año.

### Carrera como actriz porno
En la entrega de los Premios AVN de 1993 conoce al actor porno Cal Jammer con el cual se casaría posteriormente. Él es quien plantea a la actriz iniciar su carrera en el cine X, y ella acepta. Debuta en Girls Gone Bad 8 participando en la última escena de esta película lésbica. Meses más tarde haría su debut heterosexual en compañía del propio Cal Jammer.
En 1999 decide unir a su faceta como actriz, la de directora y productora. Para ello crea Jill Kelly Productions (frecuentemente abreviada como -JKP-). Esta empresa, en realidad, no es el primer intento de la actriz en ese sentido. En efecto, años atrás, ya intentara montar otra productora (llamada Fire and Ice Productions) junto a la también actriz P.J. Sparxx.. Sin embargo, discrepancias entre ellas hicieron que el proyecto se frustrara. Desde ese momento, sus intervenciones como actriz se reducen de forma notable. En el año 2000 solo rueda con Julian St. Cox su pareja de la época.
En 2006 se conoce la quiebra de JKP. Penthouse Magazine se hace con el catálogo de títulos de la empresa que suma más de 400 películas estrenadas y 60 por estrenar.

## Vida personal
La actriz se casa por primera vez en 1993 con Cal Jammer, un actor porno. Sin embargo, la relación concluye inesperadamente el 1 de enero de 1995 cuando este decide quitarse la vida de un disparo en la cabeza. Cinco años más tarde se vuelve a casar, ahora, con Julian St. Cox, pero la relación apenas dura unos meses. En el año 2000 la actriz contrae de nuevo matrimonio, esta vez con Julian Andretti. El 20 de septiembre de 2003, y poco después de lograr el divorcio de su anterior pareja, se casa por cuarta vez con Corey Jordan. Durante esta relación la actriz se queda embarazada dos veces, pero ninguna de las gestaciones llega a buen puerto. En octubre de 2004 se divorcian.

## Premios
Premios AVN
- AVN Hall of Fame
- 1997 Mejor escena lésbica por Dreams of Desire
- 1996 Mejor escena lésbica por Takin' It to the Limit 6
- 1999 Mejor escena en pareja por Dream Catcher

X-Rated Critics Organization (XRCO)
- 1997 Actriz del año
- 1995 Mejor escena lésbica por Takin' It to the Limit 6

Hot d'Or
- 1999 Mejor actriz norteamericana